# Pauli Pitkänen
Paul Einar "Pauli" Pitkänen (ur. 4 listopada 1911 w Nilsiä – zm. 28 września 1941 w Siilinjärvi) – fiński biegacz narciarski, trzykrotny złoty medalista mistrzostw świata.

## Kariera
W 1938 roku wystartował na mistrzostwach świata w Lahti zdobywając złoty medal w biegu na 18 km techniką klasyczną. Wyprzedził drugiego na mecie Alfreda Dahlqvista ze Szwecji oraz brązowego medalistę, swego rodaka Kalle Jalkanena. Ponadto wspólnie z Jussim Kurikkalą, Marttim Lauronenem i Klaesem Karppinenem wywalczył także złoty medal w sztafecie 4x10 km. Rok później, podczas mistrzostw świata w Zakopanem Finowie w składzie: Pauli Pitkänen, Olavi Alakulppi, Eino Olkinuora i Klaes Karppinen obronili tytuł mistrzowski w sztafecie wywalczony w Lahti. W biegu na 18 km Pitkänen zajął zaledwie 11. miejsce.
Nie zdobył żadnego medalu mistrzostw Finlandii w biegach narciarskich, jego najlepszym wynikiem było czwarte miejsce w biegu na 17 km w 1937 roku. W tym samym roku był drugi w biegu na 17 km podczas Holmenkollen ski festival. Nigdy nie startował na igrzyskach olimpijskich.

## Osiągnięcia

### Mistrzostwa świata
| Miejsce | Dzień     | Rok  | Miejscowość | Konkurencja          | Czas biegu | Strata | Zwycięzca       |
| ------- | --------- | ---- | ----------- | -------------------- | ---------- | ------ | --------------- |
| 1.      | 25 lutego | 1938 | Lahti       | 18 stylem klasycznym | 1:09:37    | -      | -               |
| 1.      | 28 lutego | 1938 | Lahti       | Sztafeta 4x10 km     | 2:38:42    | -      | -               |
| 11.     | 15 lutego | 1939 | Zakopane    | 18 stylem klasycznym | 1:05:30    | +3:37  | Jussi Kurikkala |
| 1.      | 19 lutego | 1939 | Zakopane    | Sztafeta 4x10 km     | 2:08:35    | -      | -               |